# Федеральная служба по гидрометеорологии и мониторингу окружающей среды
Федеральная служба по гидрометеорологии и мониторингу окружающей среды (Росгидромет) — федеральный орган исполнительной власти, осуществляющий функции по управлению государственным имуществом и оказанию государственных услуг в области гидрометеорологии и смежных с ней областях, мониторинга состояния и загрязнения окружающей среды, федеральному государственному контролю за проведением работ по активным воздействиям на гидрометеорологические процессы.
Положение о Федеральной службе по гидрометеорологии и мониторингу окружающей среды утверждено Постановлением Правительства Российской Федерации № 372, от 23 июля 2004 года. Росгидромет обеспечивает в установленной сфере деятельности выполнение обязательств Российской Федерации — России по международным договорам Российской Федерации, в том числе по Конвенции Всемирной метеорологической организации, рамочной Конвенции ООН об изменении климата и Протоколу по охране окружающей среды к Договору об Антарктике, подписанному в Мадриде 4 октября 1991 года.

## Основные функции
- государственный надзор за проведением работ по активному воздействию на метеорологические и другие геофизические процессы на территории Российской Федерации,
- лицензирование отдельных видов деятельности, отнесённых к компетенции Службы в соответствии с законодательством Российской Федерации,
- государственный учёт поверхностных вод и ведение государственного водного кадастра в части поверхностных водных объектов,
- ведение Единого государственного фонда данных о состоянии окружающей природной среды, её загрязнении,
- формирование и обеспечение функционирования государственной наблюдательной сети, в том числе организацию и прекращение деятельности стационарных и подвижных пунктов наблюдений, определение их местоположения,
- государственный мониторинг атмосферного воздуха.

Согласно отчёту Росгидромета, в 2009 году точными оказались 96 % суточных прогнозов службы.

## История

### Метеорологическая служба Российской империи
Официально Федеральная служба по гидрометеорологии и мониторингу окружающей среды является правопреемником Гидрометеорологического комитета СССР (1929-36), затем Главного управления Гидрометеорологической службы при СНК СССР (ГУГМС при СНК СССР, затем при СМ СССР, 1936-78), Государственного комита по гидрометеорологии и контролю природной среды СССР (Госкомгидромет СССР, 1978-91)
Датой создания Гидрометслужбы России принято считать 13 (25) апреля 1834 года, когда указом императора Николая I в Санкт-Петербурге при Горном институте была учреждена Нормальная магнитно-метеорологическая обсерватория. Её учреждение явилось первым шагом к созданию регулярной сети геофизических наблюдений в России.
Первым руководителем Гидрометеорологической службы был назначен академик Адольф Яковлевич Купфер. По его инициативе в 1849 году была создана Главная физическая обсерватория (ГФО, ныне Главная геофизическая обсерватория), на которую возлагалось «производство физических наблюдений и испытаний в обширном виде и вообще для исследования России в физическом отношении». ГФО вплоть до 1929 года до образования Гидрометеорологического комитета при СНК СССР выполняла функции Гидрометеорологической службы России. Именно ему принадлежала идея организации сети метеорологических станций в России. К 1856 году в России функционировало 13 метеорологических станций, а к 1872 году — количество их возросло в два раза. В дальнейшем число станций неуклонно росло, и в 1914 году оно превысило 3000.
В XIX веке в России создавались ведомственные метеорологические сети (станции Морского министерства, лесного департамента и департамента земледелия, дождемерная сеть Министерства путей сообщения, сеть Уральского, Харьковского и Одесского общества естествоиспытателей и др.). Кроме этого, образовались сеть Финляндского учёного общества (22 станции), сеть Лифляндского общеполезного и экономического общества (183 станции, включая дождемерные), сеть Варшавского общества поощрения промышленности и торговли (32 станции), западная (115 дождемерных пунктов), восточная, приднепровская, юго-западная сети.
В 1884 г. академик М. А. Рыкачёв подготовил проект «Программы по организации метеорологических наблюдений», предусматривающей создание единой инструкции для всех станций любого подчинения, которые должны были производить наблюдения приборами, прошедшими поверку и сравнение с нормальными приборами ГФО. Этот замысел был в конце концов реализован самим автором, возглавлявшим ГФО с 1895 по 1913 г. С 1892 года Главной физической обсерваторией издаётся «Метеорологический ежемесячник». В 1913 г. по представлению академика М. А. Рыкачёва Государственным советом был подготовлен закон, касающийся Гидрометеослужбы, позволявший существенно увеличить её финансирование и возможности. Законом предусматривалось создание 150 постоянных и 50 опорных новых станций. Реализация закона позволила существенно упрочить положение ГФО как центрального метеорологического учреждения России. Одновременно этим законом ГФО в хозяйственном отношении отделялась от Академии наук и входила в подчинение Министерства просвещения.
Во время Первой мировой войны при ГФО в 1915 году было создано Главное военное управление (Главмет), от которого ведут своё начало Гидрометеорологическая служба Вооружённых сил страны и гидрометеослужбы отдельных родов войск.

### После 1917 года

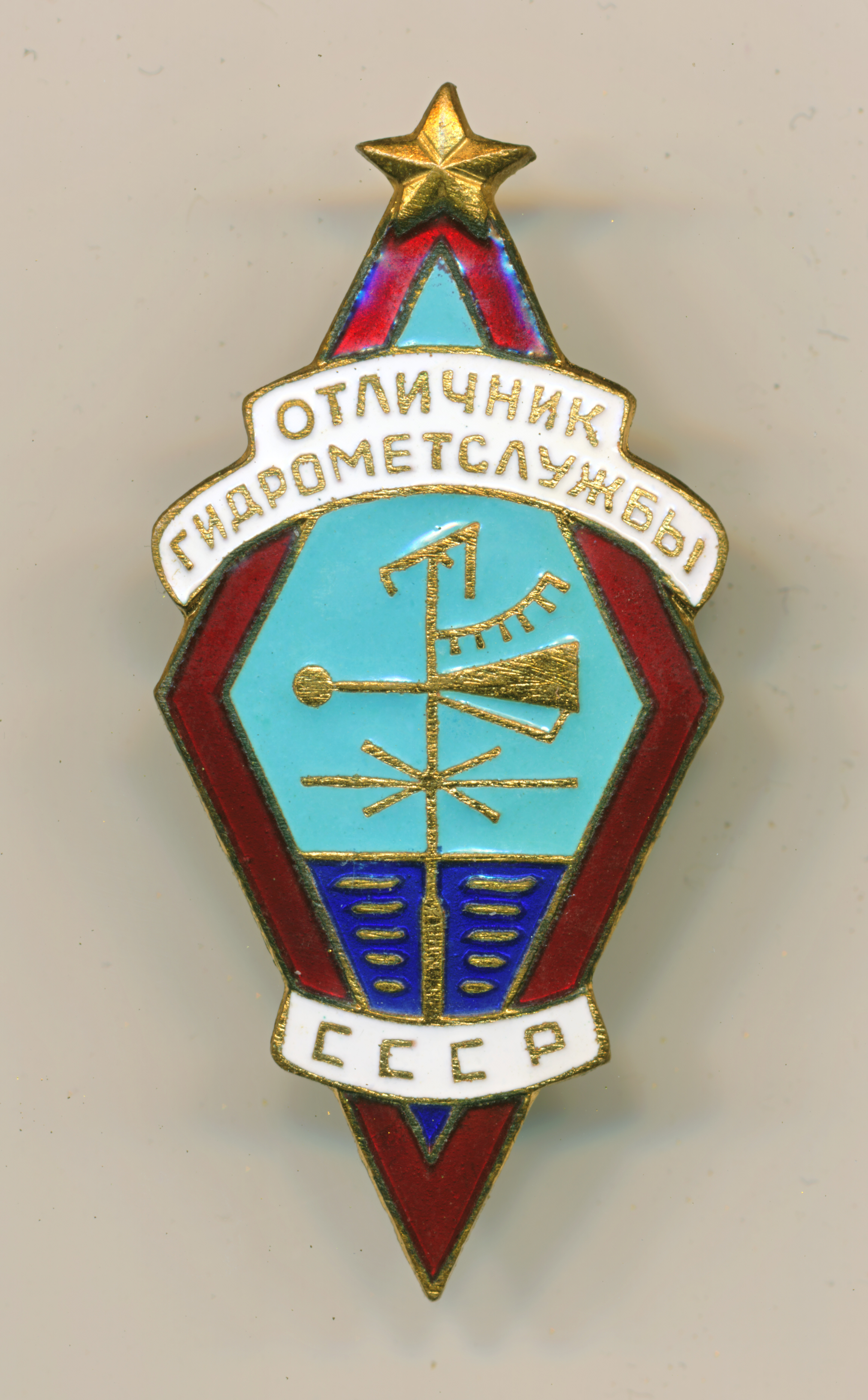
Знак «Отличник гидрометслужбы СССР»

Гражданская война нанесла огромный ущерб наблюдательной сети. Прекратили работу 1072 станции в европейской части России и 461 станция — в Сибири. В 1918 г. ГФО получала сводки лишь от 17 станций страны и ни одной сводки из-за границы.

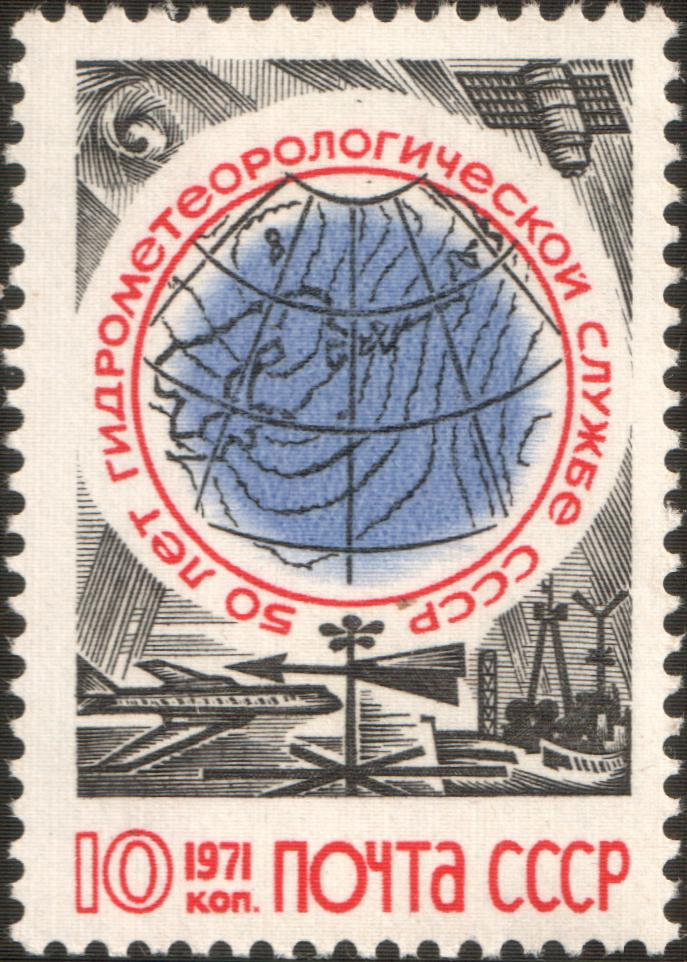
Почтовая марка СССР 1971 года, посвящённая 50-летию Гидрометеорологической службы СССР

21 июня 1921 г. Совет Народных Комиссаров РСФСР принял «Декрет об организации метеорологической службы РСФСР», подписанный В. И. Лениным. Под председательством директора ГФО был создан межведомственный метеорологический комитет, целью деятельности которого была координация действий по развитию геофизических и метеорологических исследований в соответствии с потребностями разных отраслей народного хозяйства.
В период 1921—1929 гг. шёл процесс создания метеорологических бюро в союзных республиках, краях, областях. Они стали прообразом созданных затем территориальных УГМС и ЦГМС. По примеру РСФСР были основаны центральные геофизические учреждения в союзных республиках.
ЦИК и Совнаркомом СССР 7 августа 1929 г. было принято постановление о создании Единой гидрометеорологической службы СССР. 9 февраля 1932 г. произошло слияние гидрометеорологических комитетов СССР и РСФСР. А 23 февраля 1933 г. ЦИК и СНК СССР приняли постановление об организации Центрального управления Единой гидрометеорологической службы СССР (ЦУЕГМС) при Народном комиссариате земледелия СССР. 14 ноября 1936 г. ЦИК и СНК СССР приняли постановление об организации Главного управления Гидрометеорологической службы при Совете Народных Комиссаров СССР (ГУГМС при СНК СССР).

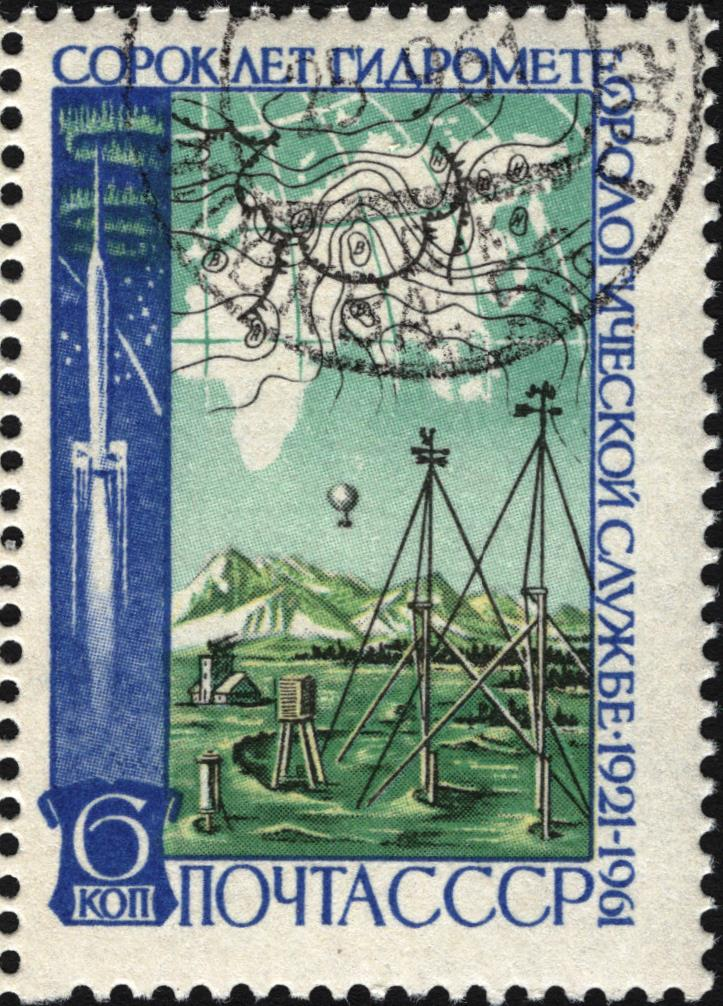
Почтовая марка СССР 1961 года, посвящённая 40-летию Гидрометеорологической службы СССР

К 1941 г. в состав Гидрометеослужбы страны входили республиканские и территориальные управления, пять крупных центральных научно-исследовательских институтов (ГГО, ЦИП, ГГИ, ЦАО, ГОИН), два высших учебных заведения (Московский и Харьковский гидрометеорологические институты), три техникума (в Москве, Владивостоке и Ростове-на-Дону), более 200 оперативных органов службы прогнозов погоды и водного режима.
С началом Великой Отечественной войны Гидрометеорологическая служба страны была переведена в состав Красной Армии и выполняла как работы для военных, так и для гражданских нужд, но и все свои прежние обязанности.

### Послевоенные годы
В послевоенные годы происходило дальнейшее активное преобразование и усиление службы. В 1950-е годы было создано пять новых региональных научно-исследовательских институтов — в Киеве (УкрНИГМИ), Ташкенте (САНИГМИ), Владивостоке (ДВНИГМИ), Тбилиси (ЗакНИГМИ) и Алма-Ате (КазНИГМИ).
В 1960-е годы в службу был передан ещё ряд институтов — из Академии наук были переданы ИПГ, ВГИ, ГКЦ, из Главсевморпути — Арктический и антарктический научно-исследовательский институт.
В Обнинске была создана мощная научно-экспериментальная база службы, включающая такие институты, как ИЭМ (ныне НПО «Тайфун»), ВНИИГМИ-МЦД, ВНИИСХМ, Центральное конструкторское бюро. Был образован Западно-Сибирский НИГМИ в Новосибирске. Были укреплены действующие и создан ряд новых экспериментальных баз. Произошло расширение, укрепление сетей и оперативных органов на местах.
На Гидрометеослужбу было возложено создание службы контроля загрязнения атмосферы и водных объектов и службы активных воздействий на гидрометеорологические и геофизические процессы и явления. Появились спутниковые методы исследования в области метеорологии, гидрологии, океанологии, изучения природных ресурсов. Координацию этих исследований осуществляет созданное для этих целей НПО «Планета».
Также производилось внедрение вычислительной техники, численных методов анализа и прогноза погоды, автоматизированных систем сбора, обработки, представления и распространения информации.
В конце 1977 года состоялся поход ледокола «Арктика» на Северный полюс, который стал прорывом в полярных исследованиях. Была доказана возможность высокоширотной навигации с использованием ледоколов нового поколения, что поставило новые задачи перед гидрометеорологической службой. По результатам рейса был выполнен доклад об итогах гидрометеорологического обеспечения, который был представлен на заседании коллегии в Главном управлении Гидрометеослужбы СССР. Этот доклад представляли директор Института Арктики и Антарктики А. Ф. Трёшников и руководитель группы ААНИИ в этой экспедиции И. П. Романов.
В 1978 г. ГУГМС было преобразовано в Государственный комитет по гидрометеорологии и контролю природной среды СССР (Госкомгидромет СССР), который был отнесён к общесоюзным государственным комитетам, а его председатель автоматически становился членом Правительства СССР.

### Гидрометеорологическая служба России
После распада СССР в 1991 г. была образована Гидрометеорологическая служба России в составе Минэкологии России.

### Руководители службы
- 1929—1934 — А. Ф. Вангенгейм[2]
- 1936—1939 — Г. А. Ушаков[2]
- 1939—1947 — Е. К. Фёдоров[2]
- 1947—1950 — В. В. Шулейкин
- 1950—1962 — А. А. Золотухин
- 1962—1974 — Е. К. Фёдоров (вторично)
- 1974—1991 — Ю. А. Израэль[2]
- 1992—1993 — Ю. Ф. Зубов
- 1993—2009 — А. И. Бедрицкий
- 2009—2017 — А. В. Фролов
- 2017—2019 — Яковенко Максим Евгеньевич
- 2019 — н. в. — Шумаков Игорь Анатольевич

## Структура
В настоящее время Гидрометеослужба России функционирует как самостоятельная Федеральная служба по гидрометеорологии и мониторингу окружающей среды (Росгидромет). В её состав в настоящее время входит 7 территориальных органов, 25 территориальных управлений по гидрометеорологии и мониторингу окружающей среды (УГМС), все УГМС имеют в своём составе региональные центры по гидрометеорологии и мониторингу окружающей среды (ЦГМС), расположенные в центрах регионов РФ (областей, краёв, республик).
На 2015 год в составе Росгидромета работало 17 научно-исследовательских институтов, среди которых Гидрометцентр России, Главная геофизическая обсерватория имени А. И. Воейкова, Арктический и антарктический научно-исследовательский институт, Всероссийский НИИ гидрометеорологической информации (Обнинск), Высокогорный геофизический институт. Два института имеют статус Государственного научного центра (Гидрометцентр России и Арктический и антарктический научно-исследовательский институт). При службе функционирует Институт повышения квалификации Росгидромета, расположенный в городском округе Железнодорожный города Балашиха. В состав Росгидромета входили также такие организации, как Главный радиометеорологический центр (ГРМЦ) и «Метеоагентство Росгидромета», созданное в 1998 году для организации специализированного гидрометеорологического обеспечения (СГМО) потребителей, прежде всего авиации. В 2011 году на их основе создается федеральное государственное унитарное предприятие «Авиаметтелеком», впоследствии реорганизованное в ФГБУ «Авиаметтелеком Росгидромета».
Также в состав Росгидромета входят Главный авиаметеорологический центр (ГАМЦ), Главный вычислительный центр (ГВЦ) и три военизированных службы активных воздействий на гидрометеорологические процессы.
В соответствии с подписанным 8 ноября 2017 года распоряжением Правительства Российской Федерации № 2461-р, Минобороны России передало 68 гаубиц Д-30 калибра 122 мм, 68 индивидуальных и 8 групповых комплектов запасных инструментов и 4500 артиллерийских выстрелов ОФ-462 для обеспечения работы противолавинной службы. До настоящего времени на оснащении противолавинной службы состояли 100-мм зенитные пушки КС-19 и полевые пушки БС-3, а также миномёты калибров 120, 160 и 240 мм, а на Камчатке используется одна 152-мм пушка 2А36 «Гиацинт-Б».

## Проблемы
Во времена СССР ежегодно запускалось 900 метеорологических ракет.
В 2022 году Россией эксплуатируется 5 метеорологических спутников серий «Электро-Л», «Арктика-М», «Метеор-М», при этом штатный состав группировки — более 10 спутников.